# 江端本
江端本（?—?），字子之，開封（今屬河南）人。江端友弟，是江西詩派成員之一。
早年不應科舉，北宋靖康年間，賜進士出身，徽宗初，特補河南府助教。宣和二年（1120年），通判溫州。宋室南渡後，居家桐廬之鸕鶿原，主管臨安洞霄宮。有《七里先生自然菴集》。有《陳留集》一卷，已佚。